# La settima tomba
Pour plus de détails, voir Fiche technique et Distribution.
La settima tomba est un film d'épouvante fantastique italien réalisé par Garibaldi Serra Caracciolo et sorti en 1965.

## Fiche technique
- Titre original : La settima tomba[1]
- Réalisation : Garibaldi Serra Caracciolo
- Scénario : Alessandro Santini, Antonio Casale, Garibaldi Serra Caracciolo
- Photographie : Aldo Greci
- Montage : Mariano Arditi
- Musique : Leopoldo Perez Bonsignore
- Décors : Giuseppe Ranieri
- Sociétés de production : F.G.S. International Pictures
- Pays de production :  Italie
- Langue originale : italien
- Format : Noir et blanc - 1,66:1 - Son mono - 35 mm
- Genre : Film d'épouvante fantastique
- Durée : 77 minutes
- Date de sortie : 
  - Italie : 18 août 1965

## Distribution
- Stefania Menchinelli : Katy
- Nando Angelini : Elliot
- Armando Guarnieri : inspecteur Martin Wright/Sir Reginald Thorne
- Bruna Baini : l'amant de Mary Jenkins
- Antonio Casale : Jenkins
- Germana Dominichi : Betty
- Ferruccio Viotti : Pastor Crabbe
- Gianni Dei : Fred, le frère de Jenkins
- Calogero Reale : Patrick[2]

## Production
La settima tomba a été produit par F.G.S. International Pictures, une société fondée en décembre 1964 par Felice Falvo, Arturo Giorni et Alessandro Santini.
Santini a également écrit l'histoire et le scénario avec le réalisateur Garibaldia Serra Caracciolo et l'acteur Antonio Casale. Le film a été tourné en trois semaines et demie au château de Balsorano et aux studios Olimpia à Rome, de février à mars 1965. Le budget du film était d'environ 40 millions de lires italiennes.

## Exploitation
Un roman-photo du film a été publié dans le numéro 52 de la Malìa en mai 1965 et le film est sorti le 18 août 1965. En 1968, la société Romana Cinematografica de Fortuanato Misiano a acheté les droits aux producteurs et a tenté d'obtenir les subventions de la loi Corona de 1965. Le film a été rejeté par la commission ministérielle qui a décidé à l'unanimité que « l'éligibilité technique et les qualités artistiques, culturelles et spectaculaires suffisantes » exigées par la loi n'étaient pas réunies.

### Accueil critique
Le critique Roberto Curti a relevé l'amateurisme du film, notamment à travers le non-respect de la règle des 180 degrés et le manque de continuité entre les plans, ainsi que le fait que « l'éclairage était au mieux passable ». Le scénario a été décrit comme un « assemblage désordonné d'un ensemble de stéréotypes gothiques » et que la production avaient clairement vu La Volonté du mort (1927) « une fois de trop ».